# Juan Ramos
Juan Ramos, vollständiger Name Juan Manuel Ramos, (* 11. Dezember 1996 in Montevideo) ist ein uruguayischer Fußballspieler.

## Karriere
Der Abwehrspieler Ramos stand zu Beginn seiner Karriere von Mitte 2013 bis Ende Januar 2014 in Reihen der Reservemannschaft (Formativas) der Montevideo Wanderers. Anschließend war er bis zum Saisonende 2013/14 für die Zweitvertretung des italienischen Klubs Catania Calcio aktiv. Während der beiden Folgespielzeiten gehörte er dem Kader der Ersten Mannschaft des Vereins an. In der Saison 2014/15 wurde er dort einmal (kein Tor) in der Serie B eingesetzt. Ende Juli 2016 wechselte er innerhalb Italiens zum FC Casertana. Während der Saison 2016/17 absolvierte er 36 Partien in der Serie C und schoss ein Tor. Anfang Juli 2017 verpflichtete ihn der FC Parma. Bislang (Stand: 26. August 2017) steht sein dortiges Pflichtspieldebüt noch aus.